# Pokřovník zelený
Pokřovník zelený (Acanthisitta chloris, maorsky tītipounamu) je malý pták z čeledi pokřovníkovití žijící pouze na Novém Zélandu. S výškou 8 cm a váhou 6–7 g se jedná se o nejmenšího novozélandského ptáka a jednoho z nejmenších pěvců na světě. Spolu s pokřovníkem alpínským představují jediné žijící zástupce čeledi pokřovníkovitých. Druh byl poprvé popsán roku 1787 švédským přírodovědcem Andersem Sparrmanem.
Samec má na zadní části těla olivově zbarvené peří, hruď a prsa jsou krémově bílá, křídla mají hnědo-černé skvrny. Samice je poměrně výrazně odlišná s převládající hnědou barvou peří místo zelené. Pokřovník se živí hlavně bezobratlými živočichy, které vyzobává z kůry stromů, epifytických mechů a lišejníků. V monogamních svazcích žije dlouhá léta, většinu času stráví na svém teritoriu. Období páření začíná koncem srpna. K první snůšce dochází v září až říjnu, bývá v ní 2–5, nejčastěji 4 vejce. Do konce roku většinou dochází ještě ke druhé snůšce.
Rozlišují se dva poddruhy pokřovníka: subsp. chloris, který obývá Severní ostrov, a subsp. granti, jehož domovem je Jižní ostrov. Jedná se o poměrně hojně rozšířeného ptáka hodnoceného jako málo dotčený, i když celková velikost populace není známá. Oblíbený habitat pokřovníka zeleného tvoří kopcovité až hornaté oblasti zalesněné pabuky a nížinaté oblasti s převládajícími nohoplody. Pokud je pták vystaven nízkým teplotám, jako u jednoho z mála pěvců u něj dochází k částečnému utlumení životních funkcí. Mezi lety 1967–1992 byl vyobrazen na reversní straně novozélandské dvoudolarové bankovky.

## Nomenklatura
Pokřovník zelený byl poprvé popsán švédským přírodovědcem Andersem Sparrmanem, který se účastnil druhé plavby Jamese Cooka (1772–1775) jako asistent přírodovědce Johanna Forstera. Sparrman v publikaci svého popisu v roce 1787 chybně napsal, že nový druh popsal na základě exempláře odchyceného na Mysu Dobré naděje (Sparrman před tím, než se nalodil na Cookovu loď, byl na Mysu Dobré naděje zaměstnán jako učitel). Jednalo se o exemplář odchycený buď v zátoce Tamatea / Dusky Sound na jihu Jižního ostrova nebo o jedince z fjordu Queen Charlotte Sound / Tōtaranui ze severního cípu ostrova. Sparrman nově popsaný druh umístil do rodu brhlíků (Sitta) a pojmenoval jej Sitta chloris. V následujících desetiletích se o rodovém zařazení druhu vedla poměrně dlouhá vědecká debata a pokřovník zelený byl postupně přeřazen do rodů konipasů, pěnic a Acanthiza. V roce 1842 mu Frédéric de Lafresnaye vytvořil monotypický rod Acanthisitta a druh přejmenoval na Acanthisitta chloris, což pokřovníkovi už zůstalo.
V roce 1913 ornitologové Gregory Mathews a Tom Iredale publikovali studii, ve které rozdělili pokřovníka zeleného na dva poddruhy: chloris, který je rozšířen na Severním ostrově, a granti, jehož doménou je Jižní ostrov. Autoři své rozdělení odůvodnili tím, že subsp. granti má pestřejší žluté zbarvení peří a několik dalších odlišných, avšak drobných charakteristik. Studie z počátku 21. století toto rozdělení zpochybňují, formálně však zůstává.
Maorský název pokřovníka zeleného je tītipounamu, což by se dalo volně přeložit jako „zázrak z pounamu”. Pounamu je tvrdý zelený kámen z Jižního ostrova, který Maorové používali pro výrobu zbraní a šperků. „Zázrak z pounamu” tak odkazuje k zelenavé barvě pokřovníkova peří.

### Širší taxonomie

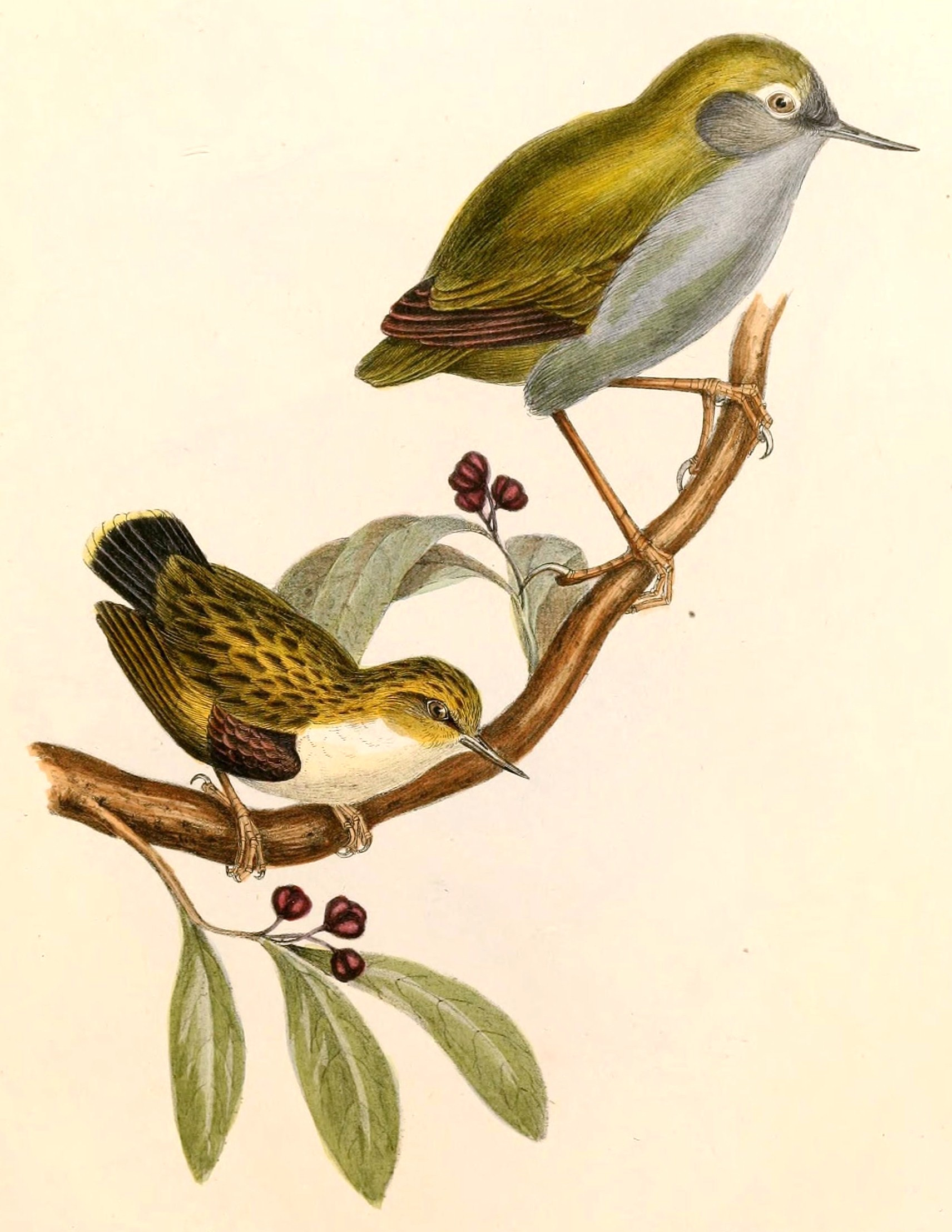
Raná ilustrace pokřovníka ostrovního (nahoře) a samice pokřovníka zeleného (Charles Joseph Hullmandel, 1844)

Pokřovník zelený a pokřovník alpínský jsou jedinými žijícími zástupci čeledi pokřovníkovitých (Acanthisittidae). Když ve 14. století na Nový Zéland připluli Polynésané (později známi jako Maorové), žilo na těchto ostrovech celkem 7 druhů zástupců čeledi pokřovníkovitých. Od té doby 5 druhů vyhynulo.
Pokřovník alpínský a pokřovník zelený jsou jediní žijící zástupci čeledi pokřovníkovitých (Acanthisittidae), která tvoří sesterskou skupinu ke všem ostatním pěvcům. Pokřovníkovití se oddělili od ostatních pěvců před 82–85 miliony lety ještě v době, kdy byl Nový Zéland součásti Gondwany.
V roce 2016 byla publikována studie australských a novozélandských badatelů, kteří na základě analýz DNA a nových rozborů morfologie pozůstatků vyhynulých pokřovníků sestavili fylogenezi pokřovníkovitých následovně:
|  | \| \| † Pachyplichas jagmi \| \| \| \| \| \| Xenicus gilviventris (pokřovník alpínský) \| \| \| \| |
|  | |
|  | † Xenicus longipes (pokřovník stromový)                                                            |
|  | |
|  | † Pachyplichas jagmi                                                                               |
|  | |
|  | Xenicus gilviventris (pokřovník alpínský)                                                          |
|  | |

|  | † Pachyplichas jagmi                      |
|  |                                           |
|  | Xenicus gilviventris (pokřovník alpínský) |
|  |                                           |

|  | \| \| † Kuiornis indicator \| \| \| \| \| \| Acanthisitta chloris (pokřovník zelený) \| \| \| \| |
|  |                                                                                                  |
|  | ? † Dendroscansor decurvirostris                                                                 |
|  |                                                                                                  |
|  | † Kuiornis indicator                                                                             |
|  |                                                                                                  |
|  | Acanthisitta chloris (pokřovník zelený)                                                          |
|  |                                                                                                  |

|  | † Kuiornis indicator                    |
|  |                                         |
|  | Acanthisitta chloris (pokřovník zelený) |
|  |                                         |

|  | \| \| † Pachyplichas jagmi \| \| \| \| \| \| Xenicus gilviventris (pokřovník alpínský) \| \| \| \| |
|  | |
|  | † Xenicus longipes (pokřovník stromový)                                                            |
|  | |
|  | † Pachyplichas jagmi                                                                               |
|  | |
|  | Xenicus gilviventris (pokřovník alpínský)                                                          |
|  | |

|  | † Pachyplichas jagmi                      |
|  |                                           |
|  | Xenicus gilviventris (pokřovník alpínský) |
|  |                                           |

|  | \| \| † Kuiornis indicator \| \| \| \| \| \| Acanthisitta chloris (pokřovník zelený) \| \| \| \| |
|  |                                                                                                  |
|  | ? † Dendroscansor decurvirostris                                                                 |
|  |                                                                                                  |
|  | † Kuiornis indicator                                                                             |
|  |                                                                                                  |
|  | Acanthisitta chloris (pokřovník zelený)                                                          |
|  |                                                                                                  |

|  | † Kuiornis indicator                    |
|  |                                         |
|  | Acanthisitta chloris (pokřovník zelený) |
|  |                                         |

|  | \| \| † Pachyplichas jagmi \| \| \| \| \| \| Xenicus gilviventris (pokřovník alpínský) \| \| \| \| |
|  | |
|  | † Xenicus longipes (pokřovník stromový)                                                            |
|  | |
|  | † Pachyplichas jagmi                                                                               |
|  | |
|  | Xenicus gilviventris (pokřovník alpínský)                                                          |
|  | |

|  | † Pachyplichas jagmi                      |
|  |                                           |
|  | Xenicus gilviventris (pokřovník alpínský) |
|  |                                           |

|  | \| \| † Kuiornis indicator \| \| \| \| \| \| Acanthisitta chloris (pokřovník zelený) \| \| \| \| |
|  |                                                                                                  |
|  | ? † Dendroscansor decurvirostris                                                                 |
|  |                                                                                                  |
|  | † Kuiornis indicator                                                                             |
|  |                                                                                                  |
|  | Acanthisitta chloris (pokřovník zelený)                                                          |
|  |                                                                                                  |

|  | † Kuiornis indicator                    |
|  |                                         |
|  | Acanthisitta chloris (pokřovník zelený) |
|  |                                         |

|  | \| \| † Pachyplichas jagmi \| \| \| \| \| \| Xenicus gilviventris (pokřovník alpínský) \| \| \| \| |
|  | |
|  | † Xenicus longipes (pokřovník stromový)                                                            |
|  | |
|  | † Pachyplichas jagmi                                                                               |
|  | |
|  | Xenicus gilviventris (pokřovník alpínský)                                                          |
|  | |

|  | † Pachyplichas jagmi                      |
|  |                                           |
|  | Xenicus gilviventris (pokřovník alpínský) |
|  |                                           |

|  | \| \| † Kuiornis indicator \| \| \| \| \| \| Acanthisitta chloris (pokřovník zelený) \| \| \| \| |
|  |                                                                                                  |
|  | ? † Dendroscansor decurvirostris                                                                 |
|  |                                                                                                  |
|  | † Kuiornis indicator                                                                             |
|  |                                                                                                  |
|  | Acanthisitta chloris (pokřovník zelený)                                                          |
|  |                                                                                                  |

|  | † Kuiornis indicator                    |
|  |                                         |
|  | Acanthisitta chloris (pokřovník zelený) |
|  |                                         |

|  | \| \| † Pachyplichas jagmi \| \| \| \| \| \| Xenicus gilviventris (pokřovník alpínský) \| \| \| \| |
|  | |
|  | † Xenicus longipes (pokřovník stromový)                                                            |
|  | |
|  | † Pachyplichas jagmi                                                                               |
|  | |
|  | Xenicus gilviventris (pokřovník alpínský)                                                          |
|  | |

|  | † Pachyplichas jagmi                      |
|  |                                           |
|  | Xenicus gilviventris (pokřovník alpínský) |
|  |                                           |

|  | \| \| † Kuiornis indicator \| \| \| \| \| \| Acanthisitta chloris (pokřovník zelený) \| \| \| \| |
|  |                                                                                                  |
|  | ? † Dendroscansor decurvirostris                                                                 |
|  |                                                                                                  |
|  | † Kuiornis indicator                                                                             |
|  |                                                                                                  |
|  | Acanthisitta chloris (pokřovník zelený)                                                          |
|  |                                                                                                  |

|  | † Kuiornis indicator                    |
|  |                                         |
|  | Acanthisitta chloris (pokřovník zelený) |
|  |                                         |

|  | \| \| † Pachyplichas jagmi \| \| \| \| \| \| Xenicus gilviventris (pokřovník alpínský) \| \| \| \| |
|  | |
|  | † Xenicus longipes (pokřovník stromový)                                                            |
|  | |
|  | † Pachyplichas jagmi                                                                               |
|  | |
|  | Xenicus gilviventris (pokřovník alpínský)                                                          |
|  | |

|  | † Pachyplichas jagmi                      |
|  |                                           |
|  | Xenicus gilviventris (pokřovník alpínský) |
|  |                                           |

|  | \| \| † Kuiornis indicator \| \| \| \| \| \| Acanthisitta chloris (pokřovník zelený) \| \| \| \| |
|  |                                                                                                  |
|  | ? † Dendroscansor decurvirostris                                                                 |
|  |                                                                                                  |
|  | † Kuiornis indicator                                                                             |
|  |                                                                                                  |
|  | Acanthisitta chloris (pokřovník zelený)                                                          |
|  |                                                                                                  |

|  | † Kuiornis indicator                    |
|  |                                         |
|  | Acanthisitta chloris (pokřovník zelený) |
|  |                                         |

|  | \| \| † Pachyplichas jagmi \| \| \| \| \| \| Xenicus gilviventris (pokřovník alpínský) \| \| \| \| |
|  | |
|  | † Xenicus longipes (pokřovník stromový)                                                            |
|  | |
|  | † Pachyplichas jagmi                                                                               |
|  | |
|  | Xenicus gilviventris (pokřovník alpínský)                                                          |
|  | |

|  | † Pachyplichas jagmi                      |
|  |                                           |
|  | Xenicus gilviventris (pokřovník alpínský) |
|  |                                           |

|  | \| \| † Kuiornis indicator \| \| \| \| \| \| Acanthisitta chloris (pokřovník zelený) \| \| \| \| |
|  |                                                                                                  |
|  | ? † Dendroscansor decurvirostris                                                                 |
|  |                                                                                                  |
|  | † Kuiornis indicator                                                                             |
|  |                                                                                                  |
|  | Acanthisitta chloris (pokřovník zelený)                                                          |
|  |                                                                                                  |

|  | † Kuiornis indicator                    |
|  |                                         |
|  | Acanthisitta chloris (pokřovník zelený) |
|  |                                         |

|  | \| \| † Pachyplichas jagmi \| \| \| \| \| \| Xenicus gilviventris (pokřovník alpínský) \| \| \| \| |
|  | |
|  | † Xenicus longipes (pokřovník stromový)                                                            |
|  | |
|  | † Pachyplichas jagmi                                                                               |
|  | |
|  | Xenicus gilviventris (pokřovník alpínský)                                                          |
|  | |

|  | † Pachyplichas jagmi                      |
|  |                                           |
|  | Xenicus gilviventris (pokřovník alpínský) |
|  |                                           |

|  | \| \| † Kuiornis indicator \| \| \| \| \| \| Acanthisitta chloris (pokřovník zelený) \| \| \| \| |
|  |                                                                                                  |
|  | ? † Dendroscansor decurvirostris                                                                 |
|  |                                                                                                  |
|  | † Kuiornis indicator                                                                             |
|  |                                                                                                  |
|  | Acanthisitta chloris (pokřovník zelený)                                                          |
|  |                                                                                                  |

|  | † Kuiornis indicator                    |
|  |                                         |
|  | Acanthisitta chloris (pokřovník zelený) |
|  |                                         |

|  | \| \| † Pachyplichas jagmi \| \| \| \| \| \| Xenicus gilviventris (pokřovník alpínský) \| \| \| \| |
|  | |
|  | † Xenicus longipes (pokřovník stromový)                                                            |
|  | |
|  | † Pachyplichas jagmi                                                                               |
|  | |
|  | Xenicus gilviventris (pokřovník alpínský)                                                          |
|  | |

|  | † Pachyplichas jagmi                      |
|  |                                           |
|  | Xenicus gilviventris (pokřovník alpínský) |
|  |                                           |

|  | \| \| † Kuiornis indicator \| \| \| \| \| \| Acanthisitta chloris (pokřovník zelený) \| \| \| \| |
|  |                                                                                                  |
|  | ? † Dendroscansor decurvirostris                                                                 |
|  |                                                                                                  |
|  | † Kuiornis indicator                                                                             |
|  |                                                                                                  |
|  | Acanthisitta chloris (pokřovník zelený)                                                          |
|  |                                                                                                  |

|  | † Kuiornis indicator                    |
|  |                                         |
|  | Acanthisitta chloris (pokřovník zelený) |
|  |                                         |

|  | \| \| † Pachyplichas jagmi \| \| \| \| \| \| Xenicus gilviventris (pokřovník alpínský) \| \| \| \| |
|  | |
|  | † Xenicus longipes (pokřovník stromový)                                                            |
|  | |
|  | † Pachyplichas jagmi                                                                               |
|  | |
|  | Xenicus gilviventris (pokřovník alpínský)                                                          |
|  | |

|  | † Pachyplichas jagmi                      |
|  |                                           |
|  | Xenicus gilviventris (pokřovník alpínský) |
|  |                                           |

|  | \| \| † Kuiornis indicator \| \| \| \| \| \| Acanthisitta chloris (pokřovník zelený) \| \| \| \| |
|  |                                                                                                  |
|  | ? † Dendroscansor decurvirostris                                                                 |
|  |                                                                                                  |
|  | † Kuiornis indicator                                                                             |
|  |                                                                                                  |
|  | Acanthisitta chloris (pokřovník zelený)                                                          |
|  |                                                                                                  |

|  | † Kuiornis indicator                    |
|  |                                         |
|  | Acanthisitta chloris (pokřovník zelený) |
|  |                                         |

|  | \| \| † Pachyplichas jagmi \| \| \| \| \| \| Xenicus gilviventris (pokřovník alpínský) \| \| \| \| |
|  | |
|  | † Xenicus longipes (pokřovník stromový)                                                            |
|  | |
|  | † Pachyplichas jagmi                                                                               |
|  | |
|  | Xenicus gilviventris (pokřovník alpínský)                                                          |
|  | |

|  | † Pachyplichas jagmi                      |
|  |                                           |
|  | Xenicus gilviventris (pokřovník alpínský) |
|  |                                           |

|  | \| \| † Kuiornis indicator \| \| \| \| \| \| Acanthisitta chloris (pokřovník zelený) \| \| \| \| |
|  |                                                                                                  |
|  | ? † Dendroscansor decurvirostris                                                                 |
|  |                                                                                                  |
|  | † Kuiornis indicator                                                                             |
|  |                                                                                                  |
|  | Acanthisitta chloris (pokřovník zelený)                                                          |
|  |                                                                                                  |

|  | † Kuiornis indicator                    |
|  |                                         |
|  | Acanthisitta chloris (pokřovník zelený) |
|  |                                         |

|  | \| \| † Pachyplichas jagmi \| \| \| \| \| \| Xenicus gilviventris (pokřovník alpínský) \| \| \| \| |
|  | |
|  | † Xenicus longipes (pokřovník stromový)                                                            |
|  | |
|  | † Pachyplichas jagmi                                                                               |
|  | |
|  | Xenicus gilviventris (pokřovník alpínský)                                                          |
|  | |

|  | † Pachyplichas jagmi                      |
|  |                                           |
|  | Xenicus gilviventris (pokřovník alpínský) |
|  |                                           |

|  | \| \| † Kuiornis indicator \| \| \| \| \| \| Acanthisitta chloris (pokřovník zelený) \| \| \| \| |
|  |                                                                                                  |
|  | ? † Dendroscansor decurvirostris                                                                 |
|  |                                                                                                  |
|  | † Kuiornis indicator                                                                             |
|  |                                                                                                  |
|  | Acanthisitta chloris (pokřovník zelený)                                                          |
|  |                                                                                                  |

|  | † Kuiornis indicator                    |
|  |                                         |
|  | Acanthisitta chloris (pokřovník zelený) |
|  |                                         |

|  | \| \| † Pachyplichas jagmi \| \| \| \| \| \| Xenicus gilviventris (pokřovník alpínský) \| \| \| \| |
|  | |
|  | † Xenicus longipes (pokřovník stromový)                                                            |
|  | |
|  | † Pachyplichas jagmi                                                                               |
|  | |
|  | Xenicus gilviventris (pokřovník alpínský)                                                          |
|  | |

|  | † Pachyplichas jagmi                      |
|  |                                           |
|  | Xenicus gilviventris (pokřovník alpínský) |
|  |                                           |

|  | \| \| † Kuiornis indicator \| \| \| \| \| \| Acanthisitta chloris (pokřovník zelený) \| \| \| \| |
|  |                                                                                                  |
|  | ? † Dendroscansor decurvirostris                                                                 |
|  |                                                                                                  |
|  | † Kuiornis indicator                                                                             |
|  |                                                                                                  |
|  | Acanthisitta chloris (pokřovník zelený)                                                          |
|  |                                                                                                  |

|  | † Kuiornis indicator                    |
|  |                                         |
|  | Acanthisitta chloris (pokřovník zelený) |
|  |                                         |

|  | \| \| † Pachyplichas jagmi \| \| \| \| \| \| Xenicus gilviventris (pokřovník alpínský) \| \| \| \| |
|  | |
|  | † Xenicus longipes (pokřovník stromový)                                                            |
|  | |
|  | † Pachyplichas jagmi                                                                               |
|  | |
|  | Xenicus gilviventris (pokřovník alpínský)                                                          |
|  | |

|  | † Pachyplichas jagmi                      |
|  |                                           |
|  | Xenicus gilviventris (pokřovník alpínský) |
|  |                                           |

|  | \| \| † Kuiornis indicator \| \| \| \| \| \| Acanthisitta chloris (pokřovník zelený) \| \| \| \| |
|  |                                                                                                  |
|  | ? † Dendroscansor decurvirostris                                                                 |
|  |                                                                                                  |
|  | † Kuiornis indicator                                                                             |
|  |                                                                                                  |
|  | Acanthisitta chloris (pokřovník zelený)                                                          |
|  |                                                                                                  |

|  | † Kuiornis indicator                    |
|  |                                         |
|  | Acanthisitta chloris (pokřovník zelený) |
|  |                                         |

|  | \| \| † Pachyplichas jagmi \| \| \| \| \| \| Xenicus gilviventris (pokřovník alpínský) \| \| \| \| |
|  | |
|  | † Xenicus longipes (pokřovník stromový)                                                            |
|  | |
|  | † Pachyplichas jagmi                                                                               |
|  | |
|  | Xenicus gilviventris (pokřovník alpínský)                                                          |
|  | |

|  | † Pachyplichas jagmi                      |
|  |                                           |
|  | Xenicus gilviventris (pokřovník alpínský) |
|  |                                           |

|  | \| \| † Kuiornis indicator \| \| \| \| \| \| Acanthisitta chloris (pokřovník zelený) \| \| \| \| |
|  |                                                                                                  |
|  | ? † Dendroscansor decurvirostris                                                                 |
|  |                                                                                                  |
|  | † Kuiornis indicator                                                                             |
|  |                                                                                                  |
|  | Acanthisitta chloris (pokřovník zelený)                                                          |
|  |                                                                                                  |

|  | † Kuiornis indicator                    |
|  |                                         |
|  | Acanthisitta chloris (pokřovník zelený) |
|  |                                         |

|  | \| \| † Pachyplichas jagmi \| \| \| \| \| \| Xenicus gilviventris (pokřovník alpínský) \| \| \| \| |
|  | |
|  | † Xenicus longipes (pokřovník stromový)                                                            |
|  | |
|  | † Pachyplichas jagmi                                                                               |
|  | |
|  | Xenicus gilviventris (pokřovník alpínský)                                                          |
|  | |

|  | † Pachyplichas jagmi                      |
|  |                                           |
|  | Xenicus gilviventris (pokřovník alpínský) |
|  |                                           |

|  | \| \| † Kuiornis indicator \| \| \| \| \| \| Acanthisitta chloris (pokřovník zelený) \| \| \| \| |
|  |                                                                                                  |
|  | ? † Dendroscansor decurvirostris                                                                 |
|  |                                                                                                  |
|  | † Kuiornis indicator                                                                             |
|  |                                                                                                  |
|  | Acanthisitta chloris (pokřovník zelený)                                                          |
|  |                                                                                                  |

|  | † Kuiornis indicator                    |
|  |                                         |
|  | Acanthisitta chloris (pokřovník zelený) |
|  |                                         |

## Popis

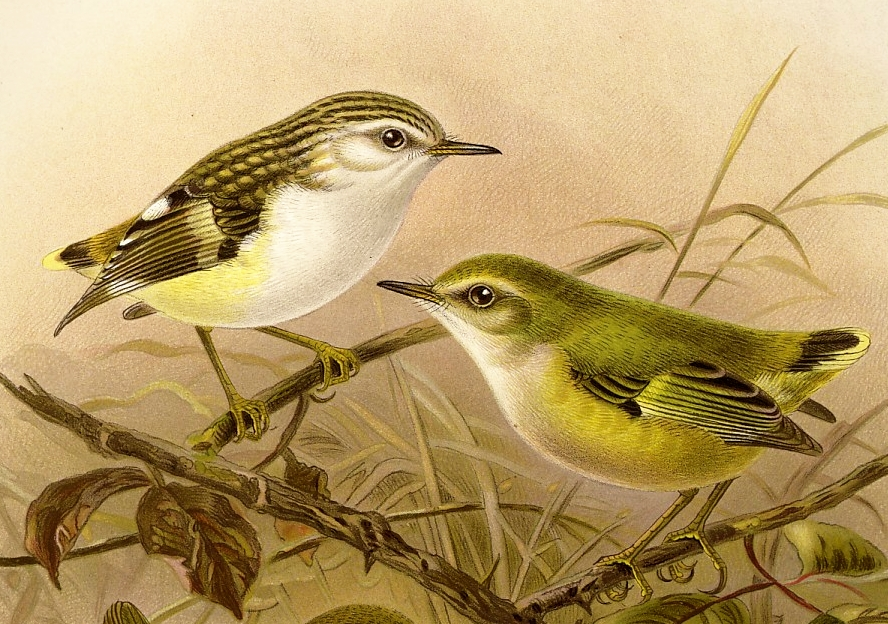
Ilustrace samice (vlevo) a samce (kresba Waltera Bullera z roku 1888)

Pokřovník zelený měří kolem 8 cm, rozpětí křídel je 13,5–14,5 cm. Samice váží 7 g, samec 6 g. Tyto rozměry z něj dělají nejmenšího novozélandského ptáka (střízlíkovec novozélandský má stejnou váhu, avšak o něco delší ocas) a jednoho z nejmenších pěvců na světě. Pokřovník má krátký ocas a krátká zaoblená křídla. Na svou výšku má relativně dlouhý a rovný, mírně zdvižený zobák. Nohy i prsty jsou krátké a tenké. Samice jsou o něco větší než samci. Druh je zřetelně pohlavně dimorfní.
Čelo a korunka samce jsou olivově zelené. Obočí, uzdička, brada, hrdlo a okraje krku jsou bílé, občas krémové. Za okem má tmavší skvrnu. Šíje a hřbet jsou olivově zelené, u kostřece jeho barvy blednou a přechází až do světle žluté. Vrchní část ocasu je zabarvená do černa, přechází do tmavě zelené a na konci až do bílé. Hruď a břicho jsou krémově bílé.
Letky křidélka a primární letky jsou tmavě hnědé až černé a tvoří výraznou tmavou skvrnu v ohybu křídla. Sekundární letky jsou tmavě hnědé s tmavě zelenými dlouhými třásněmi. Terciární letky jsou tmavé s bílým zakončením. Nedospělé samce lze rozpoznat podle horních partií, které bývají šedo-hnědě kropenaté, obočí u nich bývá méně nápadné a žluté zbarvení není tak výrazné jako u dospělých jedinců.
Samice má podobné zbarvení jako samec s tím rozdílem, že olivově zelená barva je u ní nahrazena tmavě hnědou, místy až žlutě-hnědou barvou, a samčí žlutavé oblasti jsou u samice bledší. Od čela přes temeno až k šíji má samice poměrně výrazné bílé kropenaté pruhy. Nedospělé samice jsou velmi podobné dospělým, avšak peří ve spodních partiích mívají o něco bledší.

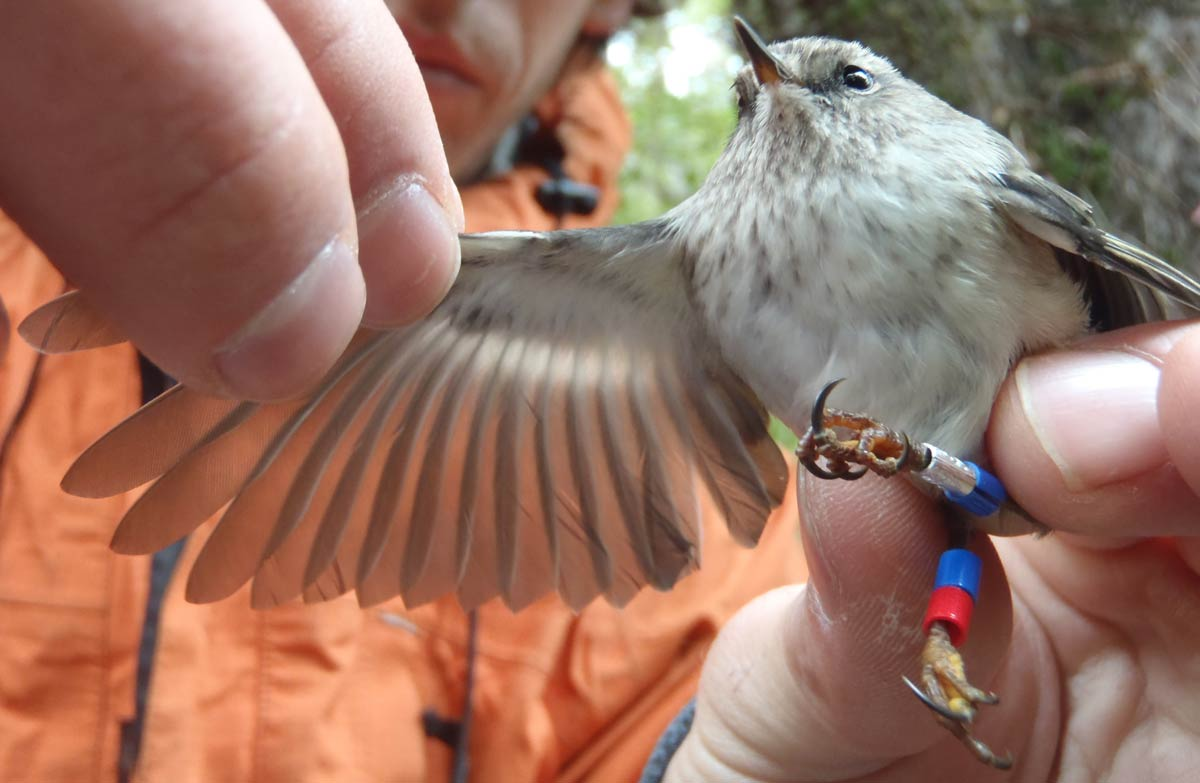
Označkovaný jedinec

Ornitologové Gregory Mathews a Tom Iredale, kteří se zasloužili o rozdělení pokřovníka zeleného na dva poddruhy, tvrdí, že subsp. granti má o něco pestřejší žluté zabarvení než subsp. chloris. Takovéto obecné závěry se však z pozdějších studií nepotvrdily.

## Chování
Pro pokřovníka je typický neustálý pohyb. Pokud zrovna nehřaduje (neodpočívá), zůstává v klidové poloze sotva 2 vteřiny. V krátkých intervalech neustále třepotá křídly a otáčí hlavou do stran. Pohybuje se pomocí krátkých letů, obvykle jen z větvě na větev. Většinu času tráví sháněním potravy.
Hřaduje v noci na krytých místech nebo přímo v hnízdě. Pokud v hnízdě zrovna sedí partner na vejcích, najde si úkryt v blízkosti hnízda a hřaduje tam. Je poměrně plachý, avšak v době páření je možné ho nalákat až do otevřené dlaně. Pokud je vystaven nízkým teplotám, jako jeden z mála pěvců se uchyluje k částečnému útlumu životních funkcí.
Hlas pokřovníka je vysoko položený. Vokálně často komunikuje hlavně se svým partnerem, teritoriální volání jsou jen občasná. Frekvence hlasu je tak vysoká, že ji lidé někdy ani neslyší.

### Teritorium
Pokřovníci zelení zůstávají na svém teritoriu po většinu roku. Samec během inkubace poměrně agresivně brání samici a teritorium před ostatními samci, avšak v době krmení mláďat umožňuje ostatním samcům přiblížit se k hnízdu. Po zbytek roku je pokřovníkova obrana teritoria jen mírná.

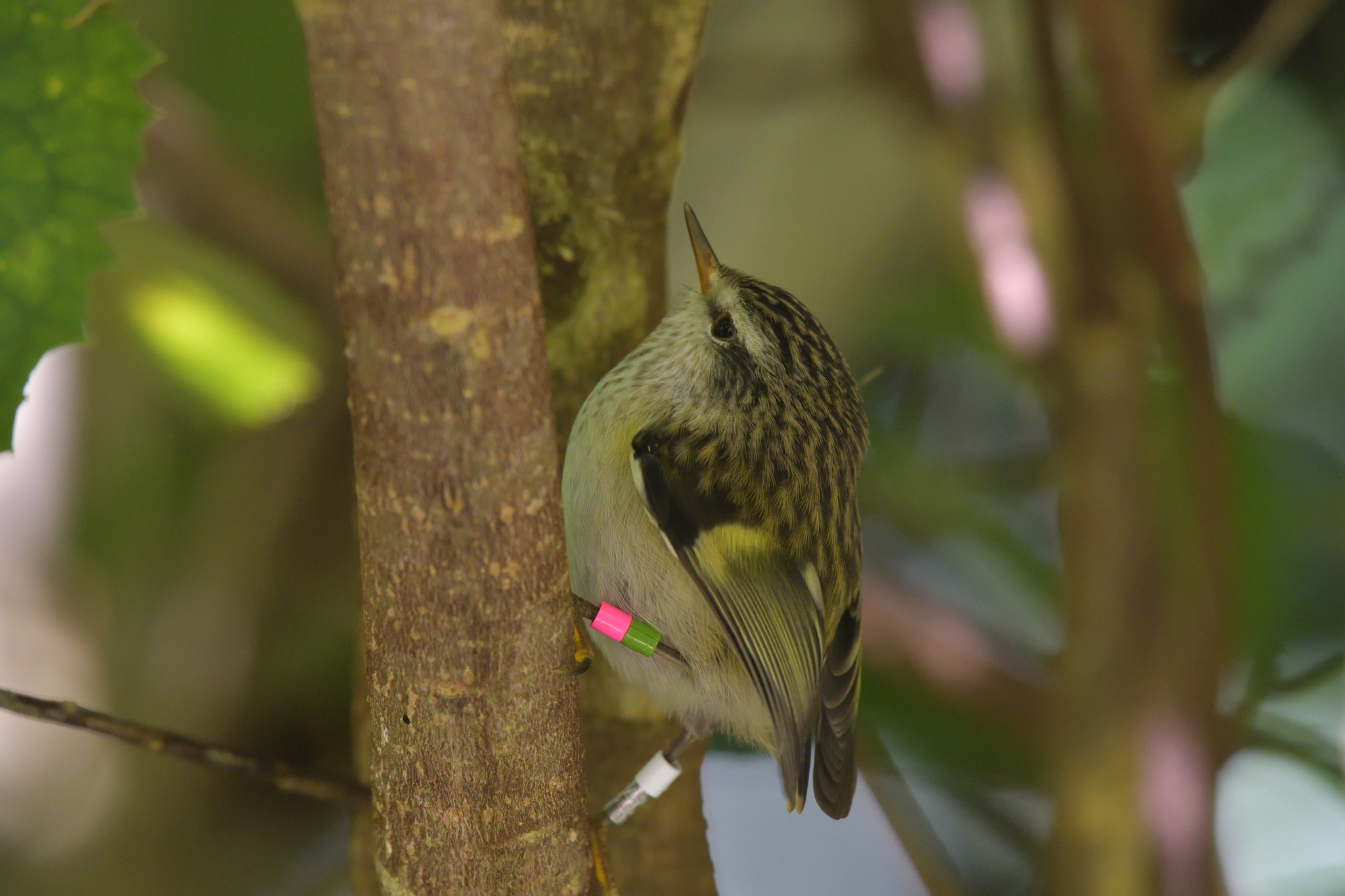
Samice subsp. granti

Pokud teritorium pokřovníka neohrožuje jednoznačná hrozba (např. predátoři), zůstává na tomtéž teritoriu se svým partnerem po celý život. Mláďata zakládají svá vlastní teritoria již první podzim po vylíhnutí. Typicky se jedná o lokace do vzdálenosti 1 km od rodičů. K rozepřím o hranice teritorií dochází mezi pokřovníky jen na jaře v době páření a vyvádění mláďat. Po zbytek roku jsou hranice teritorií vnímány flexibilně a občas se překrývají. Velikost teritorií se různí – byla pozorována teritoria od 0,4–2 ha, přičemž pářící páry si nárokují větší teritoria než nepářící jedinci.

### Biotop
Nejčastěji se vyskytuje ve výše položených pabukových pralesech a nížinatých podokarpových lesích. Ke zvláště oblíbeným stromům pokřovníků subsp. granti patří Beilschmiedia tawa. Subsp. chloris s oblibou vyhledává manukové a kanukové podrosty. Daří se mu i v exotických lesích. Upřednostňuje především starší lesy, kde je dostatek děr pro hnízdění.

### Rozmnožování
Pokřovník zelený je monogamní pták žijící v dlouholetých svazcích. Pokud jeden z partnerů zemře, ovdovělý partner či partnerka buď opustí své teritorium a jde si hledat nového partnera, nebo zůstane na svém teritoriu a čeká na příchod nového partnera. Pohlavní dospělosti dosahuje kolem 9 měsíců, avšak partnera si hledá již 3–6 týdnů po osamostatnění. Partneři si začínají stavět hnízda v srpnu na několika místech najednou a teprve později se rozhodnou pro jedno z nich. Hnízda bývají v dutinách stromů s malou, okolo 2–3 cm širokou dírkou pro vstup. Hnízda jsou vystlána kapradím, listy, větvičkami stromů, kůrou stromů a peřím. Většinu práce na hnízdě obstarává samec. V případě nedostatku vhodných děr na stromě si pokřovník občas vybere k hnízdění i díru v zemi – např. malou skalní trhlinu nebo opuštěné doupě jiného živočicha.

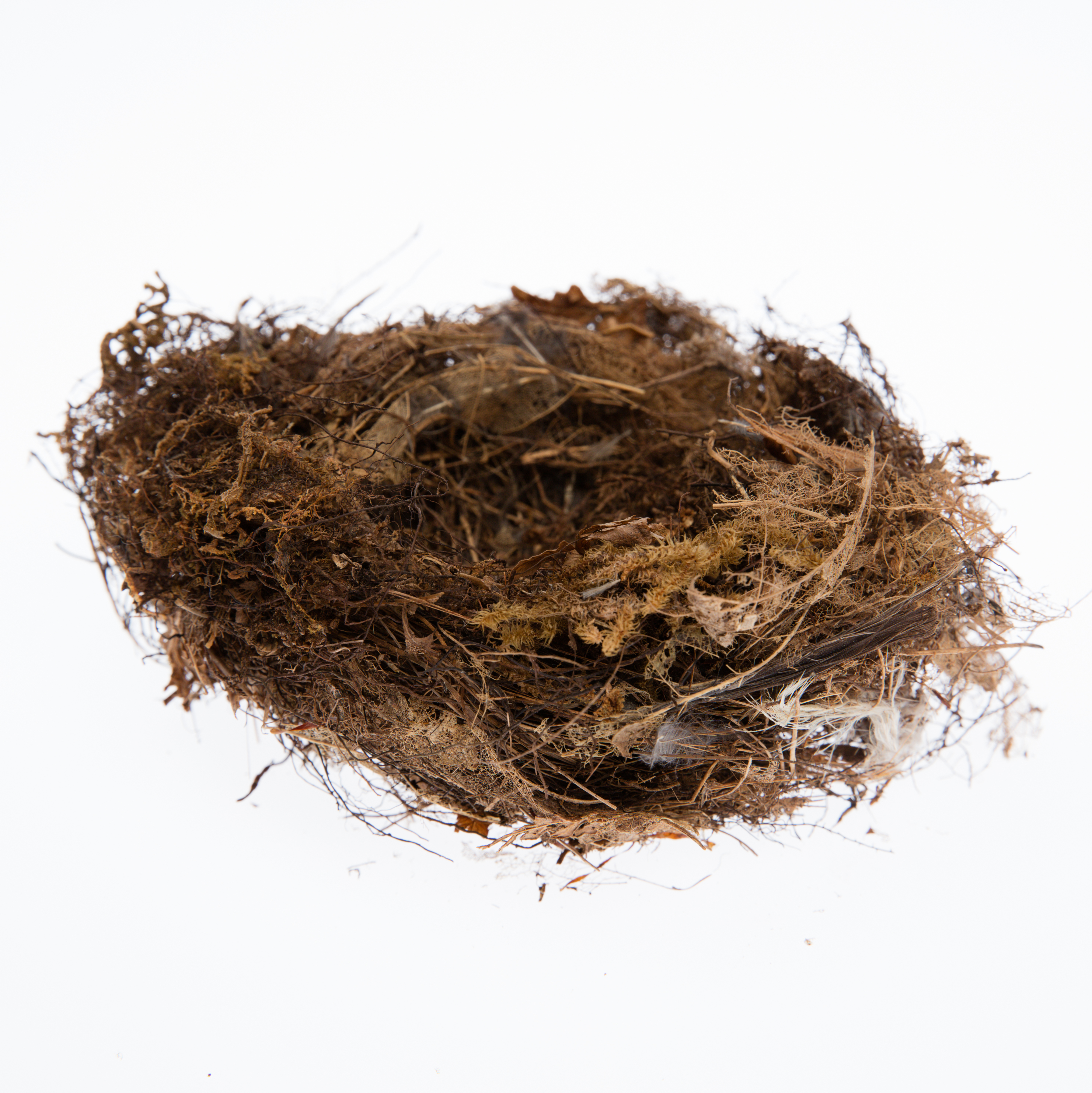
Hnízdo pokřovníka zeleného (fotografie za sbírky Muzea v Aucklandu)

K první snůšce dochází nejčastěji v září nebo říjnu. Zhruba 12 dní před kladením vajec začne samec pomáhat samici ve shánění potravy. V první snůšce bývá 2–5 vajec, nejčastěji 4. Bílá vejce o rozměrech 16×12,5 mm jsou kladena ve dvoudenních intervalech.
Vejce inkubují oba partneři. Samec přes den sedí na vejcích zhruba o 2 hodiny déle než samice. Je pravděpodobné, že samec dává samici více prostoru na krmení, aby tak vykompenzovala energetickou ztrátu po kladení vajec. Mláďata se líhnou po 19–20 dnech. Váží pouze 1–1,4 g. Po 10–12 dnech se začnou opeřovat a po 21–27 dnech se začínají osamostatňovat. Plné samostatnosti dosahují po 4–5 týdnech; do té doby jim nadále shání potravu rodiče.
U pokřovníka často nastává druhá snůška. Ke druhé snůšce dochází zhruba u poloviny párů, kteří úspěšně vyvedou mláďata z první snůšky, a u převážné většiny párů, kterým se první snůška nevyvede. Ke druhé snůšce dochází nejpozději v prosinci, avšak pokřovníci si začínají stavět další hnízdo již v době, kdy krmí mláďata z první snůšky. Někdy samice stihne i naklást vejce a začít s jejich inkubací ještě před tím, než dojde k osamostatnění mláďat z první snůšky.
Pro pokřovníky zelené je typický systém „pomocníků”. Téměř každý jedinec, který během období páření nenajde partnera, pomáhá pářícím párům v péči o jejich mláďata. Pokud dojde ke druhé snůšce, téměř každý mladý jedinec z první snůšky pomáhá krmit své mladší sourozence ze druhé snůšky. Toto je však jediný případ příbuzenství u pomocníků, v drtivé většině ostatních případů nemají pomocníci příbuzenský vztah s párem, kterému pomáhají. K činnostem pomocníků patří krmení mláďat, odstraňování trusu z hnízda, fyzická ochrana hnízd a držení hlídek před predátory. Pomocníci si často nachází partnera mezi mláďaty, které pomáhali vykrmit.
Maximální věk, který byl u pokřovníka zaznamenán, je 6 let.

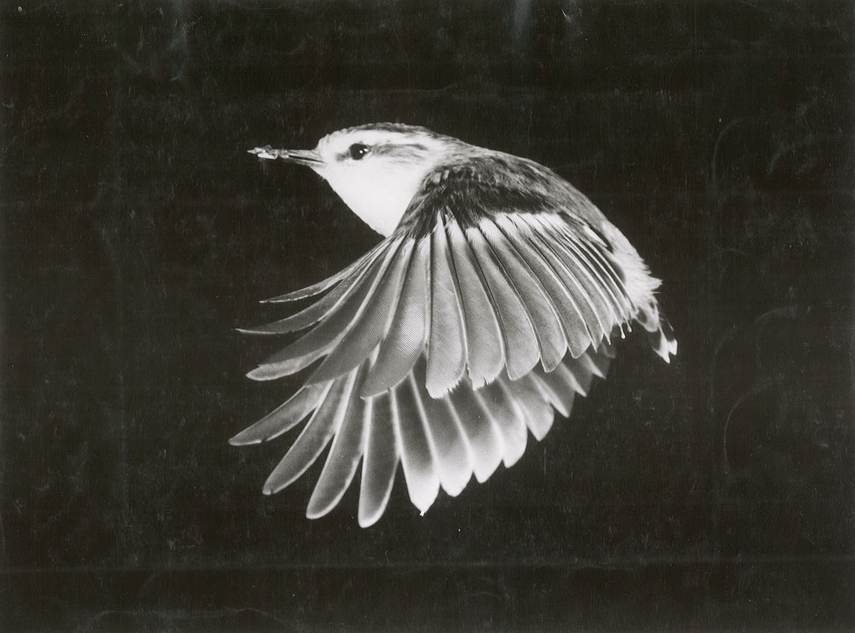
Pokřovník zelený s potravou v zobáku během letu

### Potrava
Živí se téměř výhradně bezobratlými živočichy jako jsou noční motýli, stonožky, mouchy, tiplice, pavouci, sekáči a menší druhy wet. Občas pojídá i ovoce a slimáky. Potravu hledá hlavně v kůře stromů a na epifytických meších a lišejnících po celé délce lesního patra. Ze země se krmí jen výjimečně.
Tenký a relativně dlouhý zobák je uzpůsoben vyzobávání hmyzu z úzkých trhlinek ve dřevě a v kůrách stromů. Svou oběť pevně sevře v zobáku a uhodí s ní o kmen stromu, čímž ji usmrtí a následně pozře. Má velmi silná stehna a drápy, které mu umožňují bez větší námahy sezobávat potravu i ze spodních částí větví. Typické krmení probíhá tak, že pokřovník začne hledat hmyz u spodní části kmene stromu a postupně začne šplhat a popolétávat směrem k jeho koruně.

## Rozšíření populace

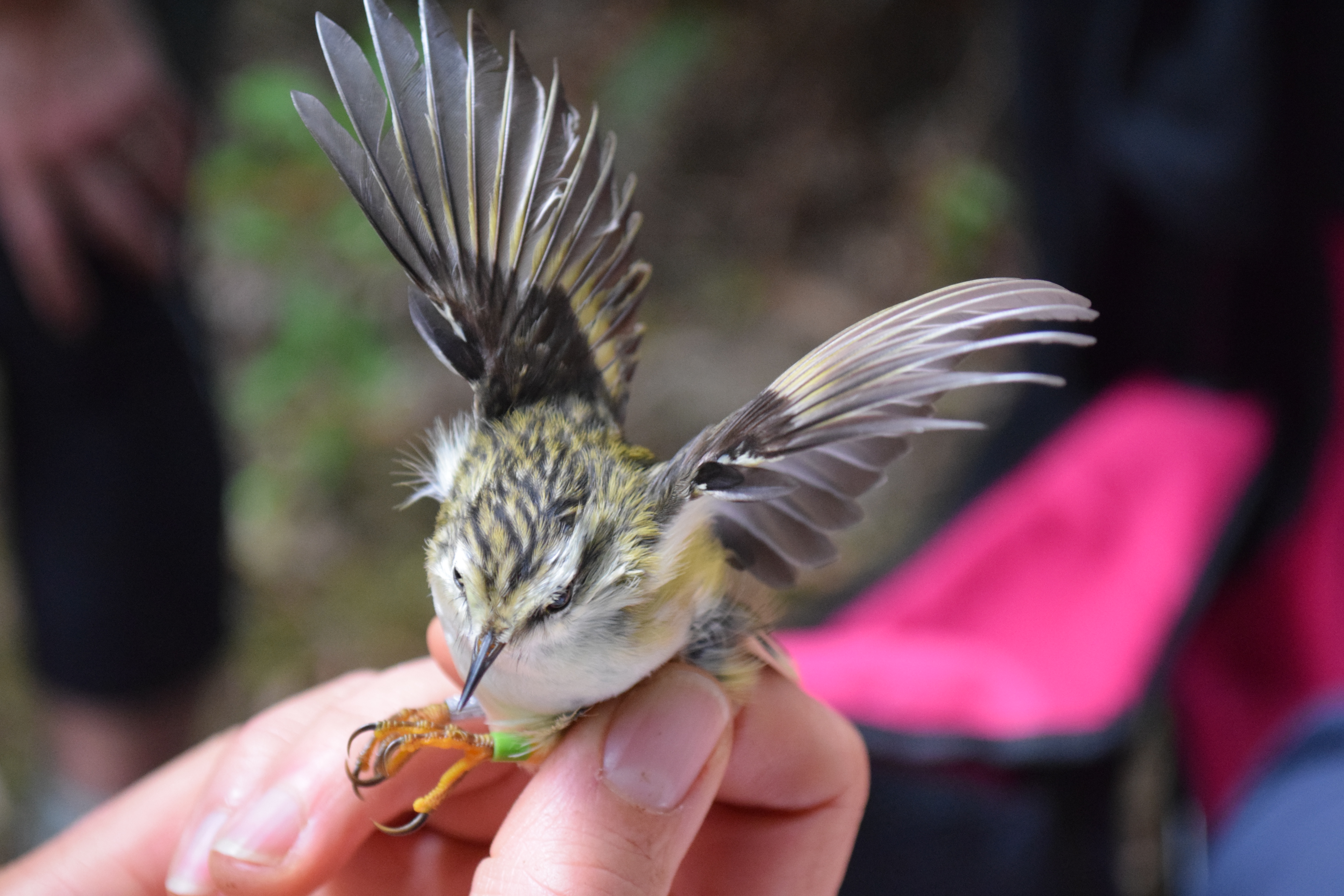
Samice s rozmáchnutými křídly

Subsp. granti je rozšířen na Severním ostrově a na menších ostrovech Little Barrier a Great Barrier. Rozdrobené populace se nachází hlavně ve vnitrozemských částech jako je pohoří Tararua, Ruahine, Rimutaka či Raukumara, a chráněných oblastech Urawera a Egmont. V minulosti se mělo za to, že pokřovník zelený je vyhynulý na Northlandu. V roce 1994 však byla objevena malá populace pokřovníků na severozápadě poloostrova. Celková populace subsp. granti se odhaduje na 20–100 000 jedinců.
Subsp. chloris je poměrně hojně rozšířen na Jižním ostrově a na menších ostrovech Coldfish a Ulva. Na Stewartově ostrově pokřovník v 90. letech 20. století vyhynul, avšak v roce 2011 byl na ostrov reintrodukován. Na Jižním ostrově se pokřovník vyskytuje zejména v západních částech, která jsou stále pokryté původními pabukovými pralesy. Z východních částí ostrova se rozdrobené populace pokřovníků nacházejí hlavně na poloostrově Banks a v pohoří Kaikoura. Celková populace subsp. chloris je neznámá.

## Ohrožení a ochrana

Mapa Stewartova ostrova. Červená šipka z ostrova Coldfish na ostrov Ulva symbolizuje reintrodukci pokřovníka zeleného na Ulvu pomocí populace z ostrova Coldfish

I když populace pokřovníků zelených klesá, k roku 2020 se nejedná o ohrožený druh. Subsp. chloris je hodnocen jako málo dotčený, avšak subsp. granti je na pokraji ohrožení. Hlavní hrozbou pro pokřovníka jsou introdukovaní predátoři (především hranostaji) a kácení původních pralesů. K přirozeným predátorům patří ledňáček posvátný. K pokřovníkům subs. chloris bylo zaznamenáno agresivní chování ze strany lejsčíků novozélandských a pištců šedokrkých.
Ke klíčovým způsobům ochrany druhu patří kladení pastí na predátory a pesticid 1080. V oblastech s výskytem predátorů bylo po aplikaci pesticidu 1080 zaznamenáno až třikrát více vyvedených mláďat pokřovníků než obyčejně. Nastaly ovšem i případy, kdy byli pokřovníci tímto pesticidem omylem otráveni.

### Reintrodukce
Častým způsobem ochrany ptačích druhů na Novém Zélandu je reintrodukce na malé ostrovy bez predátorů, kde je management predátorů méně náročný než na hlavních ostrovech. V únoru 2003 došlo k prvnímu pokusu o reintrodukci pokřovníka zeleného. Za vyhovující lokalitu byl vybrán ostrov Ulva, který se nachází v blízkosti Stewartova ostrova. K přemístění byla vybrána populace z nedalekého ostrova Coldfish, poslední výspy pokřovníka v oblasti. Z odchycených 58 jedinců přežilo cestu na ostrov Ulva jen 30 pokřovníků. Vysoká úmrtnost byla způsobena stresem nebo jeho následky. I přesto, že mortalita byla vysoká, 30 přeživších jedinců vyvedlo během prvního pářícího období nejméně 30 mláďat, čímž byl položen základ nové populace pokřovníků zelených na ostrově Ulva. V roce 2008 bylo odhadnuto, že se na ostrově nachází 300 jedinců.
Na úspěch z Ulvy navázala reintrodukce populace pokřovníků na Stewartův ostrov, na ostrov Tiritiri Matangi, do přírodní rezervace u Cape Kidnappers a do A'Deanesovy buše v Hawke's Bay.